# Fahrenholz (Heidmark)

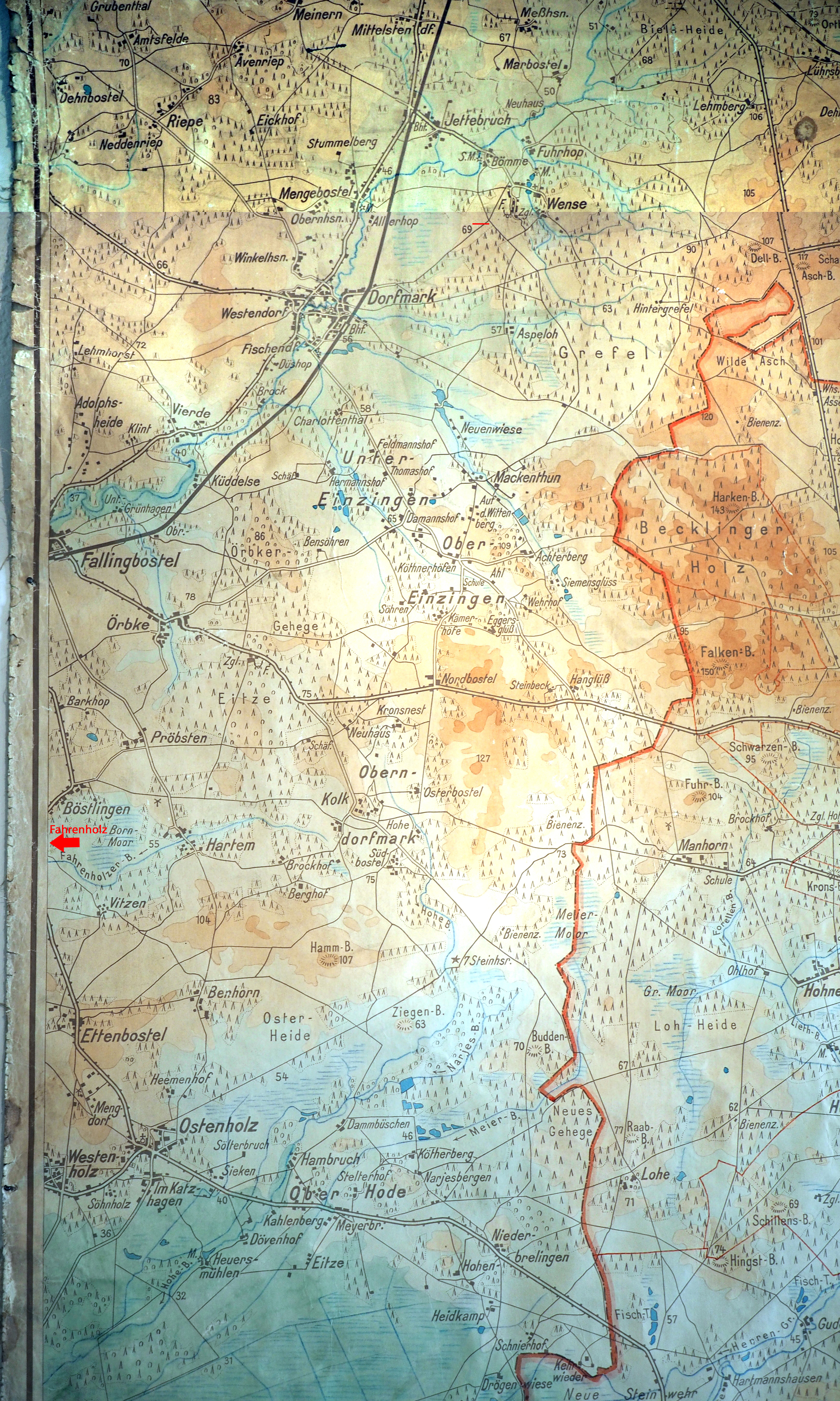
Historische Karte der Ostheidmark

Fahrenholz ist ein Wohnplatz der Gemarkung Hartem im gemeindefreien Gebietes Osterheide, im Landkreis Heidekreis, (Niedersachsen). Es war bis 1935/36 ein Dorf in der Gemeinde Böstlingen, in der Ostheidmark im Altkreis Fallingbostel. Zu der Gemeinde gehörten damals die Dörfer Fahrenholz, Böstlingen und Pröbsten.

## Geschichte
Fahrenholz wurde urkundlich erstmals ungefähr um das Jahr 1226 im Lehnsregister des Edelherrn Luthardt von Meinersen erwähnt. Es lag in einem Tal und bestand aus großen Höfen. Jahrhundertelang lebten die Heidebauern von der Landwirtschaft. Bis hinein in das 19. Jahrhundert war die Heidschnuckenhaltung der Haupterwerbszweig.

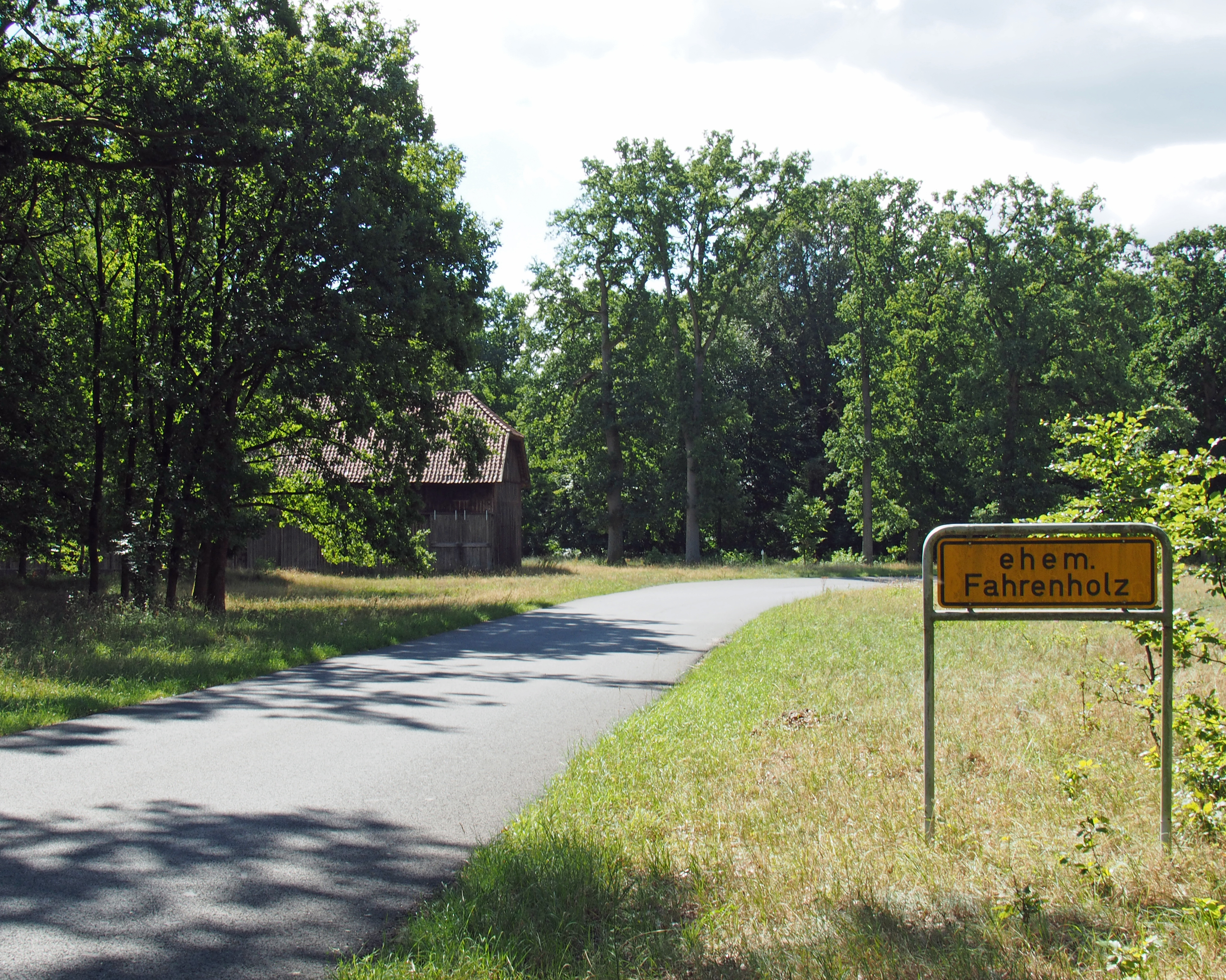
Wüstung Fahrenholz

Die Gemeinde wurde 1935/1936 aufgelöst, als die deutsche Wehrmacht den  Truppenübungsplatz Bergen errichtete. Die Bewohner wurden umgesiedelt.

### Einwohnerentwicklung
Die Bauerschaft Böstlingen hatte folgende Einwohnerentwicklung:

1770 – 157 Einwohner

1821 – 207 Einwohner

1933 – 208 Einwohner

## Kulturdenkmäler
- Bronzezeitliche Hügelgräber
- Jungsteinzeitliches Großsteingrab kurz vor Krelingen